# Tombeau des Héros nationaux de Kalemegdan
Le tombeau des Héros nationaux de Kalemegdan (en serbe cyrillique : Гробница народних хероја на Калемегдану ; en serbe latin : Grobnica narodnih heroja na Kalemegdanu) est situé à Belgrade, en Serbie, dans le parc de Kalemegdan. En raison de sa valeur artistique et historique, il est inscrit sur la liste des monuments culturels protégés de la République de Serbie et sur la liste des biens culturels de la Ville de Belgrade.

## Présentation
Le monument a été construit en 1948 pour abriter les dépouilles d'Ivo Lola Ribar (1916-1943) et d'Ivan Milutinović (1901-1944). Celles de Đuro Đaković (1886-1929) ont été transférées sur le site le 29 avril 1949, pour le 20e anniversaire de sa mort, et celle de Moša Pijade (1890-1957) en mars 1957.
Les bustes d'Ivo Lola Ribar, d'Ivana Milutinović et de Đuro Đaković ont été créés en 1949 par le peintre et sculpteur belgradois Stevan Bodnarov et celui de Moša Pijade par le sculpteur Slavoljub Vava Stanković, en 1959.

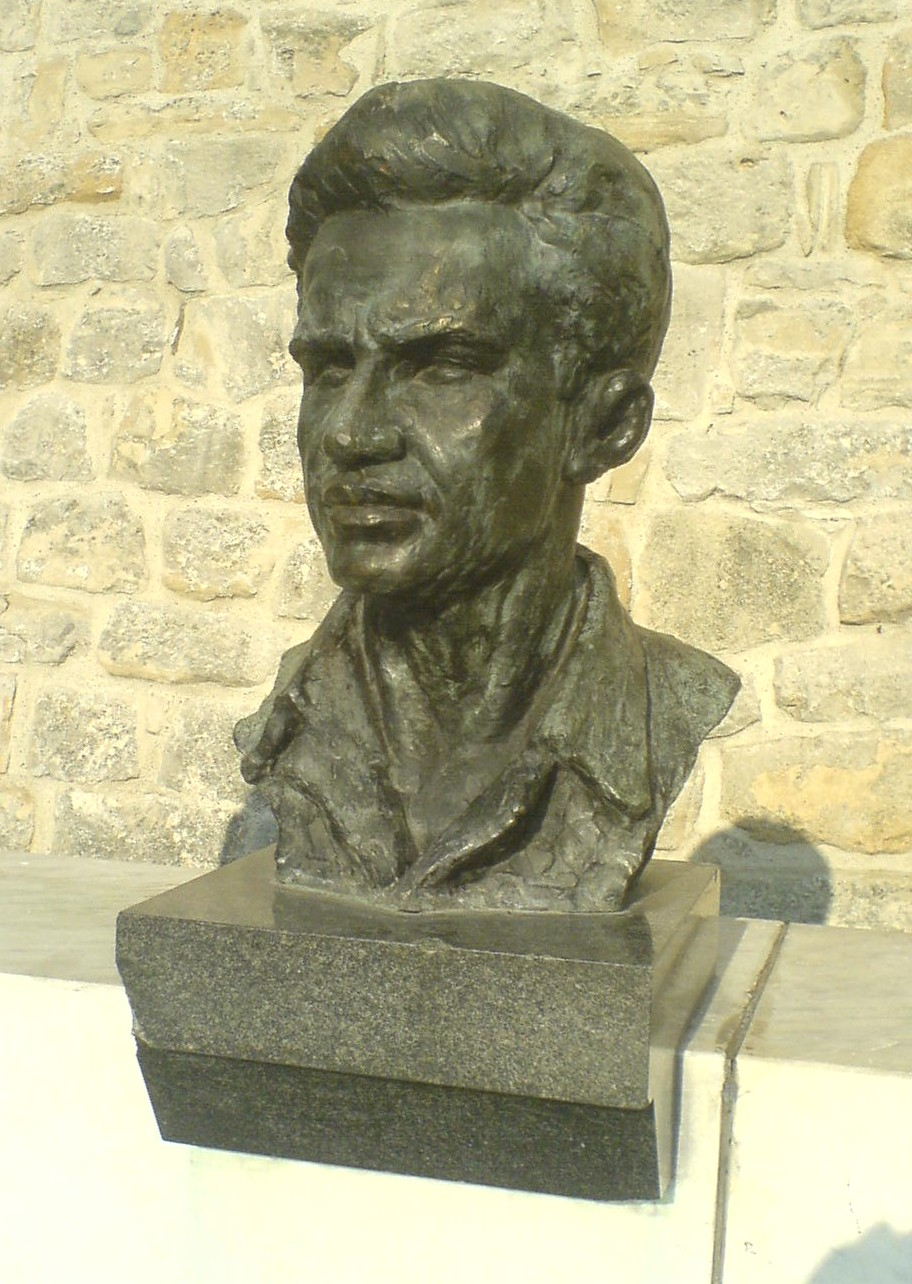
Ivo Lola Ribar
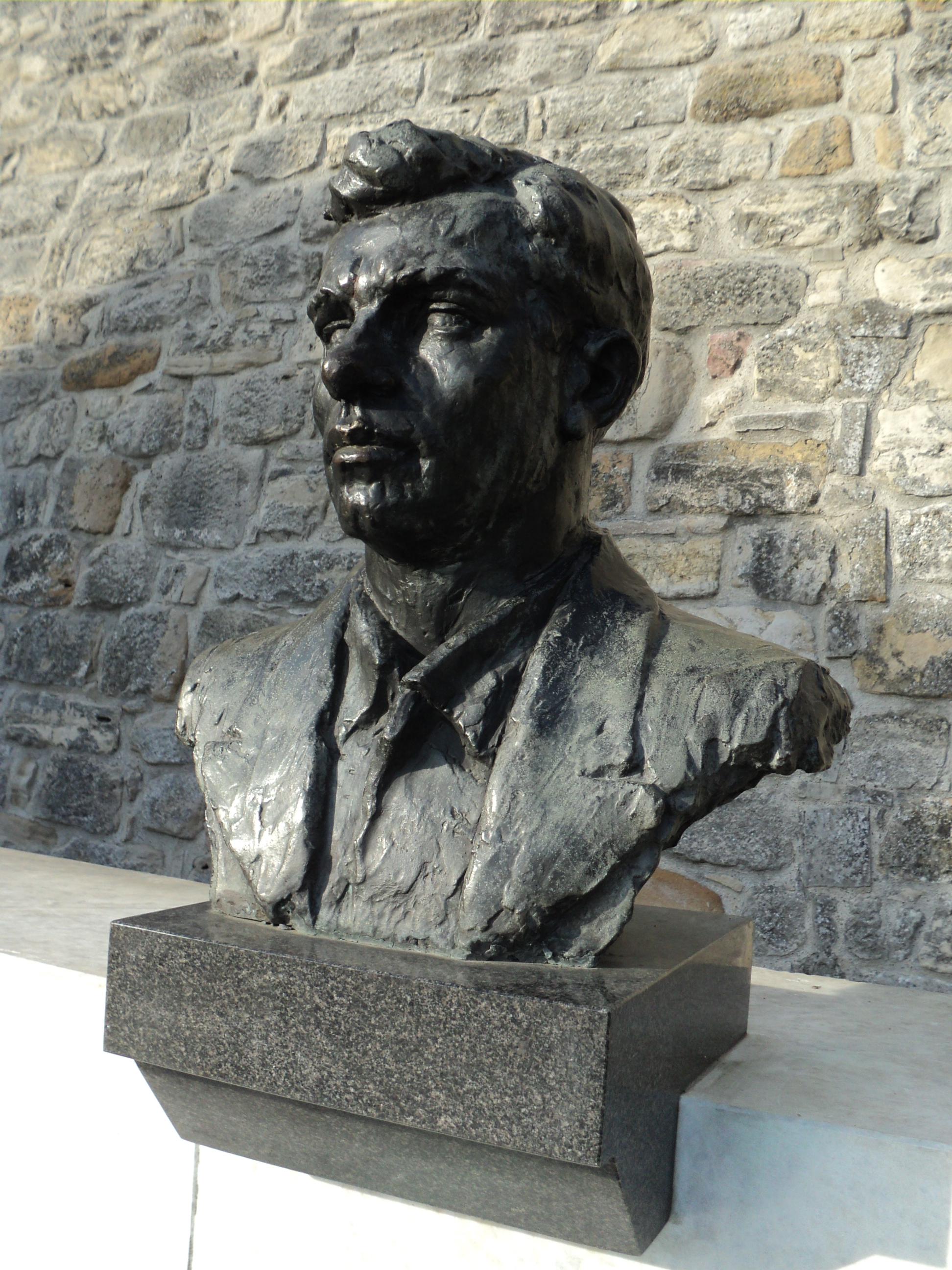
Đuro Đaković
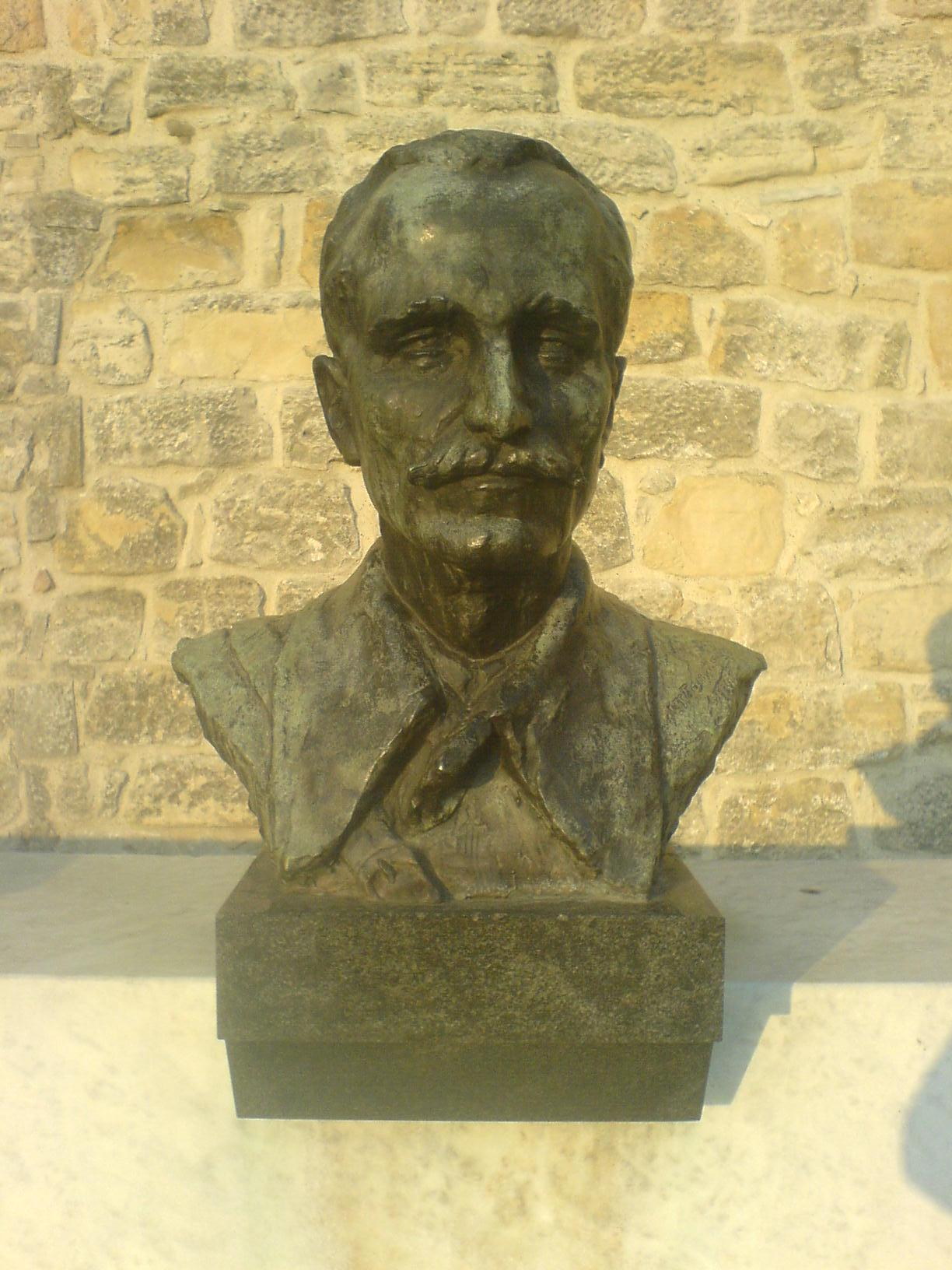
Ivan Milutinović
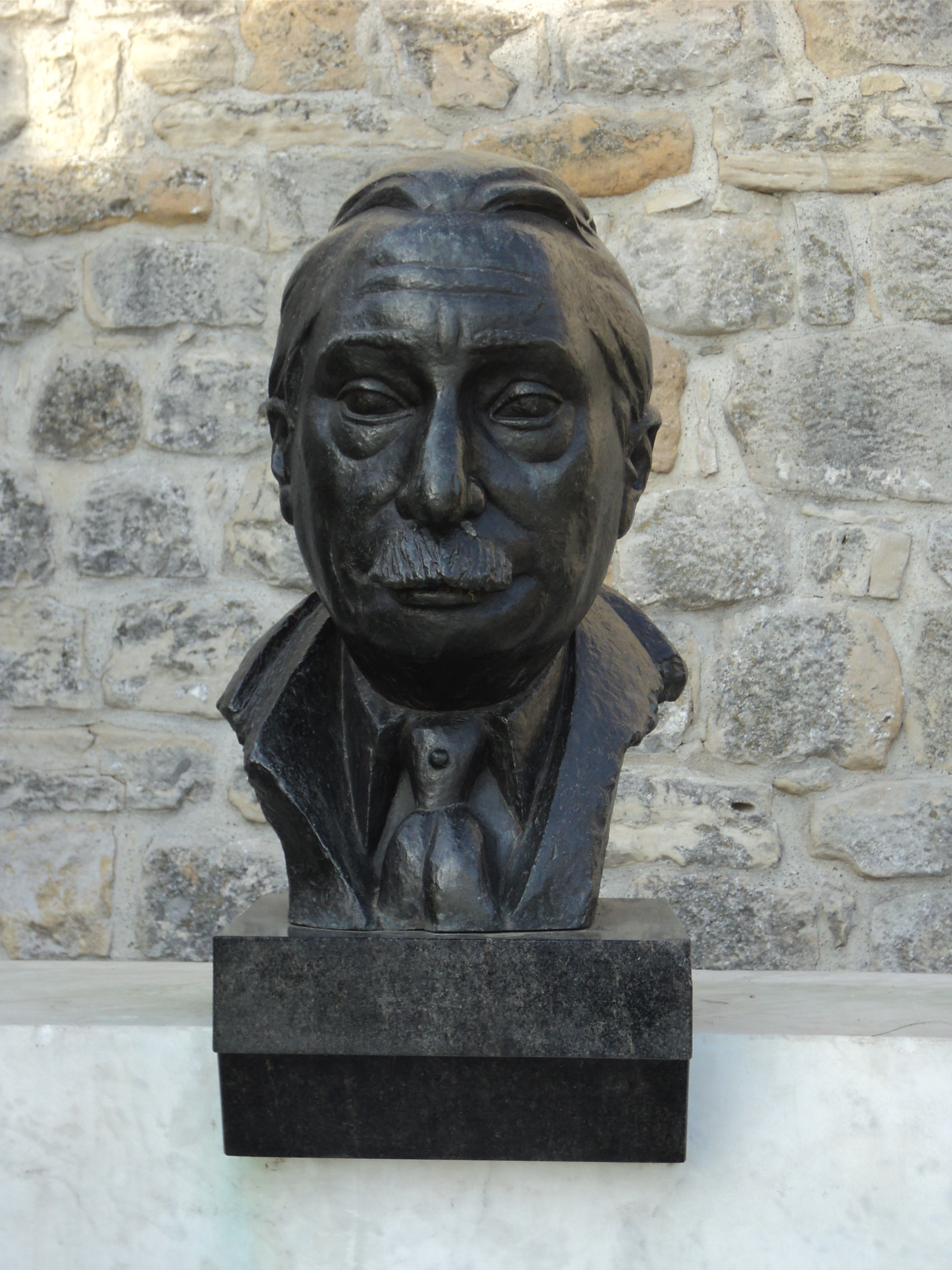
Moša Pijade